# Фрактальная гомогенность
Фрактальная гомогенность - это такое свойство распределения массы, 
когда любые две геометрически одинаковые части распределения обладают одинаковыми массами.
Концепция фрактальной гомогенности в общем случае может рассматриваться гораздо шире.
Она применима к любому фракталу, для которого положительна и конечна
хаусдорфова мера в размерности D.
Фрактальная гомогенность означает, что масса, содержащаяся в множестве, 
пропорциональна хаусдорфовой мере этого множества.
(Мандельброт, раздел III.9. стр.132)